# Cordilura sifneri
Cordilura sifneri är en tvåvingeart som beskrevs av Ozerov 2007. Cordilura sifneri ingår i släktet Cordilura och familjen kolvflugor. Inga underarter finns listade i Catalogue of Life.